# Западна османска армия (Балканска война)
Вижте пояснителната страница за други значения на Западна армия.
Западната армия е османско войсково съединение, действало по време на Първата балканска война (1912-1913).
Обединява под единно командване всички бойни части в Османската империя по поречието на р. Места и западно от него. Армията е създадена на 25 септември (8 октомври) 1912 г. – деня, в който Черна гора първа измежду балканските съюзници обявява война на Високата порта. Нейната главна квартира е установена в Солун с командващ генерал-лейтенант Али Ръза паша.

## Състав и численост
Към 6 (19) октомври Западната армия включва следните формации, разпръснати по османските граници с България, Сърбия, Черна гора и Гърция:
- Вардарска армия (V, VI и VII редовен корпус, II временен корпус, Феризовички и Ташлишки отреди, Независима кавалерийска дивизия), съсредоточена по сръбската граница и най-вече около Куманово;
- Струмски корпус, преграждащ пътя на българите по горните и средните течения на Струма и Места;
- VIII временен и Янински корпус, разположени на фронта срещу Гърция – съответно в Тесалия и Епир;
- Временен Шкодренски корпус и Ипекски отряд, съответно около Шкодра и Печ, насочени срещу настъпващите черногорци.

Поради слаба организация мобилизацията протича бавно и към началото на войната общата численост на тези войски достига 175 000 бойци – далеч по-малко от предвиденото в плановете на османския генерален щаб.

## Участие във войната
Броени седмици след започването на бойните действия настъпващата в Тракия българска армия пресича сухопътните, а гръцкият флот – морските връзки на Западната армия с останалата част от империята. Армията на Али Риза паша е подложена на координирани концентрични нападения от въоръжените сили на Сърбия, Черна гора и Гърция (а също и от българската Седма пехотна рилска дивизия в поречието на Струма). В продължение на 6 мес. пълна изолация и поражения на бойните полета нейните сили се стопяват под 30 000 души, обградени от съюзниците в Шкодра и в днешна Южна Албания. След примирието и падането на Шкодренската крепост през април 1913 г. остатъците от Западната армия се оттеглят към албанското крайбрежие и в началото на юни са евакуирани по море (с гръцко позволение и австрио-унгарска помощ) в Цариград.

## По-големи битки
Всички дати са в стар стил
- Кумановска битка (10-11 октомври 1912)
- Сражение при Енидже Вардар (19-20 октомври 1912)
- Битка при Битоля (4-5 ноември 1912)
- Обсада на Шкодра (ноември 1912—април 1913)
- Обсада на Янина (ноември 1912—февруари 1913)
- Битка при Бизани (18-19 февруари 1913)